# Harnasie Hill
Harnasie Hill är en kulle i Antarktis. Den ligger i Sydshetlandsöarna. Argentina, Chile och Storbritannien gör anspråk på området. Toppen på Harnasie Hill är 250 meter över havet.
Terrängen runt Harnasie Hill är kuperad norrut. Havet är nära Harnasie Hill söderut.  Trakten är glest befolkad. Närmaste befolkade plats är Commandante Ferraz Station, 13,1 kilometer nordväst om Harnasie Hill. 